# Sofia Carolina di Brandeburgo-Kulmbach
Sofia Carolina di Brandeburgo-Kulmbach (Weferlingen, 31 marzo 1705 – Palazzo di Sorgenfri, 7 giugno 1764) è stata una principessa tedesca, nonché Principessa Consorte della Frisia orientale.

## Biografia
Sofia era figlia del Margravio Cristiano Enrico di Brandeburgo-Kulmbach e di sua moglie, la Contessa Sofia Cristiana di Wolfstein.
L'8 dicembre 1723 sposò, nel Castello di Pretzsch, il Principe Giorgio Alberto di Ostfriesland (1690–1734), divenendone la seconda moglie, ottenendo dal marito in vitalizio Burg Berum. Il matrimonio non produsse alcun figlio e risultò essere, negl'ultimi anni, molto infelice. Giorgio Alberto intrecciò una relazione con una dama di compagnia della moglie, cadendo completamente sotto la sua influenza.
Sofia Carolina, descritta come donna di poco talento, ancorché dotata di bellezza e fascino, divenne popolare a causa del suo carattere amabile e pietoso, infatti fece pubblicare poemi religiosi. Ella sopravvisse al marito trent'anni. Divenuta vedova, visse dal 1734 al 1740 nel Castello di Berum. In quell'anno ella, che era stata invitata già nel 1735 da suo cognato, il re Cristiano VI di Danimarca (marito di sua sorella Sofia Maddalena), si trasferì in Danimarca, dove visse sino alla morte. Tuttavia la sua permanenza alla corte danese fu problematica. Si disse che sua sorella fosse gelosa di lei, e si ritenne generalmente che lei ed il sovrano avessero una relazione, ancorché tale supposizione non fosse mai confermata. Sulla base di tali voci, tuttavia, nel 1766, una donna, Anna Sophie Magdalene Frederikke Ulrikke, chiese una pensione affermando di essere figlia naturale di Sofia Carolina e di Cristiano. Sofia Carolina venne sepolta nella Cattedrale di Roskilde. La città di Carolinensiel è stata così chiamata in suo onore.

## Ascendenza
|                                           |   |                             | Genitori                            |  |  | Nonni |  |  | Bisnonni                          |  |  | Trisnonni                               |  |
|                                           |   |                             |                                     |  |  |       |  |  | Cristiano di Brandeburgo-Bayreuth |  |  | Giorgio Federico di Brandeburgo-Ansbach |  |
|                                           |   |                             |                                     |  |  |       |  |  | Cristiano di Brandeburgo-Bayreuth |  |  | Giorgio Federico di Brandeburgo-Ansbach |  |
|                                           |   | Elisabetta di Anhalt-Zerbst |                                     |  |  |       |  |  | Cristiano di Brandeburgo-Bayreuth |  |  |                                         |  |
| Giorgio Alberto di Brandeburgo-Kulmbach   |   |                             |                                     |  |  |       |  |  | Cristiano di Brandeburgo-Bayreuth |  |  |                                         |  |
|                                           |   | Maria di Hohenzollern       | Alberto Federico di Prussia         |  |  |       |  |  |                                   |  |  |                                         |  |
|                                           |   | Maria di Hohenzollern       | Alberto Federico di Prussia         |  |  |       |  |  |                                   |  |  |                                         |  |
|                                           |   | Maria di Hohenzollern       | Maria Eleonora di Jülich-Kleve-Berg |  |  |       |  |  |                                   |  |  |                                         |  |
| Cristiano Enrico di Brandeburgo-Kulmbach  |   | Maria di Hohenzollern       |                                     |  |  |       |  |  |                                   |  |  |                                         |  |
|                                           |   | …                           | …                                   |  |  |       |  |  |                                   |  |  |                                         |  |
|                                           |   | …                           | …                                   |  |  |       |  |  |                                   |  |  |                                         |  |
|                                           |   | …                           | …                                   |  |  |       |  |  |                                   |  |  |                                         |  |
| Maria Elisabetta di Holstein-Glücksburg   |   | …                           |                                     |  |  |       |  |  |                                   |  |  |                                         |  |
|                                           |   | …                           | …                                   |  |  |       |  |  |                                   |  |  |                                         |  |
|                                           |   | …                           | …                                   |  |  |       |  |  |                                   |  |  |                                         |  |
|                                           |   | …                           | …                                   |  |  |       |  |  |                                   |  |  |                                         |  |
| Sofia Carolina di Brandeburgo-Kulmbach    |   | …                           |                                     |  |  |       |  |  |                                   |  |  |                                         |  |
|                                           | … | …                           |                                     |  |  |       |  |  |                                   |  |  |                                         |  |
|                                           | … | …                           |                                     |  |  |       |  |  |                                   |  |  |                                         |  |
|                                           | … | …                           |                                     |  |  |       |  |  |                                   |  |  |                                         |  |
| Alberto Federico di Wolfstein zu Sulzbürg | … |                             |                                     |  |  |       |  |  |                                   |  |  |                                         |  |
|                                           |   | …                           | …                                   |  |  |       |  |  |                                   |  |  |                                         |  |
|                                           |   | …                           | …                                   |  |  |       |  |  |                                   |  |  |                                         |  |
|                                           |   | …                           | …                                   |  |  |       |  |  |                                   |  |  |                                         |  |
| Sofia Cristiana di Wolfstein              |   | …                           |                                     |  |  |       |  |  |                                   |  |  |                                         |  |
|                                           |   | …                           | …                                   |  |  |       |  |  |                                   |  |  |                                         |  |
|                                           |   | …                           | …                                   |  |  |       |  |  |                                   |  |  |                                         |  |
|                                           |   | …                           | …                                   |  |  |       |  |  |                                   |  |  |                                         |  |
| Sofia Luisa di Castell-Remlingen          |   | …                           |                                     |  |  |       |  |  |                                   |  |  |                                         |  |
|                                           |   | …                           | …                                   |  |  |       |  |  |                                   |  |  |                                         |  |
|                                           |   | …                           | …                                   |  |  |       |  |  |                                   |  |  |                                         |  |
|                                           |   | …                           | …                                   |  |  |       |  |  |                                   |  |  |                                         |  |
|                                           |   | …                           |                                     |  |  |       |  |  |                                   |  |  |                                         |  |